# Thomas-Morse MB-7

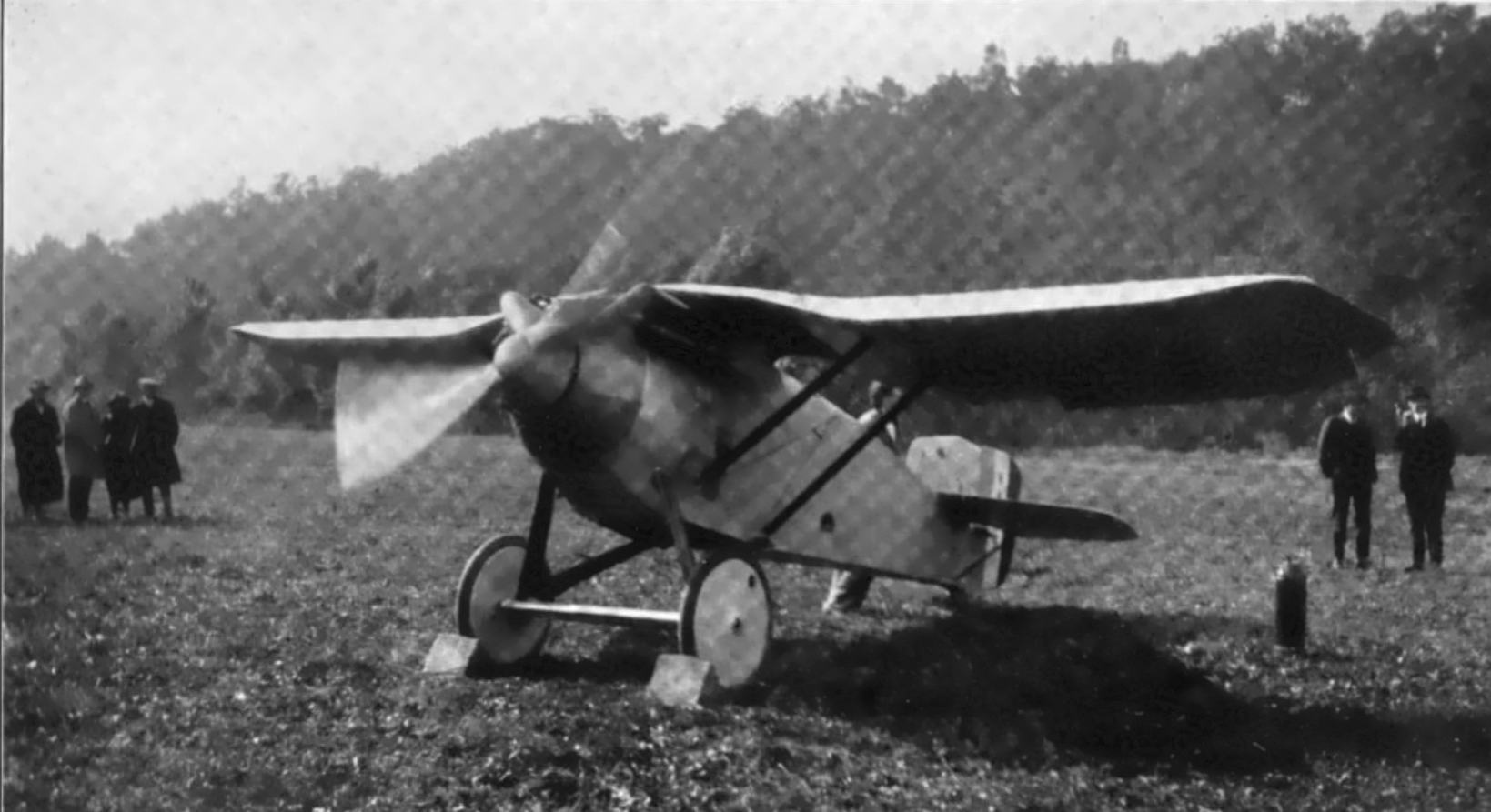

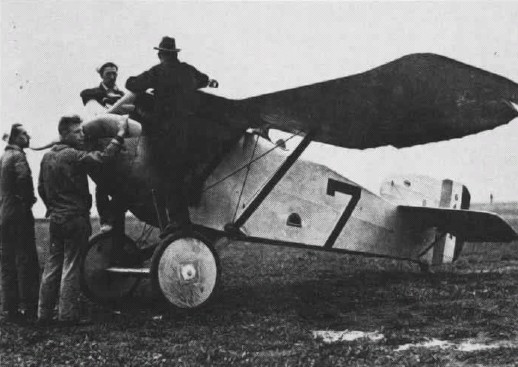

Thomas-Morse MB-7 – amerykański samolot wyścigowy z lat 20. XX wieku. Samolot został zamówiony przez United States Navy (USN). Był to zmodyfikowany samolot myśliwski typu Thomas-Morse MB-3, który był w tym czasie podstawowym myśliwcem sił lotniczych United States Army. Zbudowano dwa egzemplarze, jeden z nich wziął udział z wyścigach Pulitzer Trophy w 1921, ale uległ wypadkowi, drugi został wycofany w trakcie zawodów rok później.

## Tło historyczne
Odbywające się od 1920 wyścigi o puchar Pulitzera (Pulitzer Trophy, później National Air Races) były od samego początku najważniejszymi wyścigami samolotów w Stanach Zjednoczonych – lotniczym odpowiednikiem wyścigów samochodowych Indianapolis 500. Oprócz walorów rozrywkowych, wyścigi stanowiły ważny element rywalizacji pomiędzy samolotami amerykańskiej Armii i Marynarki Wojennej. Pierwsze zawody, rozegrane w 1920, wygrał samolot Armii Verville VCP-R pilotowany przez porucznika Corlissa C. Moseleya, na drugim miejscu uplasował się reprezentujący marynarkę wojenną kapitan Harold Hartney, który leciał myśliwcem Thomas-Morse MB-3. Do drugich i trzecich zawodów, które zostały rozegrane w 1921 i 1922 United States Navy zgłosiła samoloty Thomas-Morse MB-7, które były specjalną, wyścigową wersją MB-3.

## Historia
16 maja 1921 Armia zamówiła dwanaście MB-3 dla sił powietrznych United States Marine Corps. Zamówienie zostało zmodyfikowane przez USN na dziesięć MB-3 i dwa wyścigowe MB-7 (numery seryjne BuA-6060 i -6071 lub 6070/71). Modyfikacja polegała na wymianie silnika na jednostkę Wright H-2 o mocy 400 KM oraz na zmianie dwupłatowych skrzydeł oryginału na pojedyncze skrzydło typu parasol.
Pierwszy samolot został ukończony w połowie 1921 i został oblatany na należącym do Thomas-Morse lotnisku w Ithace przez oblatywacza Paula Wilsona. W 1921 USN zdecydowała nie zgłaszać samolotu do konkursu i został on wypożyczony z powrotem wytwórni Thomas-Morse, aby mógł ją reprezentować w wyścigu. W wyścigach samolot był pilotowany przez kapitana Harolda Hartneya, który rok wcześniej zajął drugie miejsce w zawodach za sterami MB-3. W czasie wyścigu Hartney został zmuszony do awaryjnego lądowania po awarii pompy paliwowej. Ciężko lądujący Hartney złamał sobie biodro, a samolot spłonął po wybuchu pożaru. Według współczesnego mu źródła samolot spłonął z powodu nieostrożności jednego z widzów, który upuścił płonącą zapałkę w pobliżu rozbitej maszyny.
Drugi MB-7 został ukończony w styczniu 1922 i został oblatany 14 kwietnia, napędzany był silnikiem Wright H-3. Samolot został zgłoszony do konkursu jako maszyna USN i był pilotowany przez Francisa Pata Mucahy'ego, kapitana United States Marine Corps. Samolot wytrzymał jedynie 30 minut wyścigu i pilot wycofał się z niego po przegrzaniu silnika. Samolot już nigdy więcej nie wzbił się w powietrze, był przez pewien czas składowany w National Aircraft Factory aż został złomowany 7 stycznia 1925 lub w maju 1926.